# Продолжительность включения
Продолжительность включения (ПВ) — одна из основных характеристик электродвигателя работающего в повторно-кратковременном режиме (номинальный), закладывающаяся при проектировании привода различных механизмов. Описывает цикл продолжительности включения и отключения электродвигателя. При проектировании электродвигателя учитывается температурный показатель, который стараются придерживать в рабочем диапазоне температур. Электродвигатель нагревается при подаче на него электрической энергии, которая переходит в тепло, чтобы электродвигатель не перегрелся необходимо его выключать на время, чтобы он успел охладиться до температуры окружающей среды.

## Вычисление показателя
Продолжительность включения измеряется в процентах или в относительных единицах, и определяется по следующей формуле:
{\displaystyle \Pi \mathrm {B\%} ={\frac {t_{P}}{t_{P}+t_{\Pi }}}\cdot 100\%}
где
{\displaystyle {t_{P}}} — время включения двигателя в работу;
{\displaystyle t_{\Pi }} — продолжительность пауз за время цикла работы.

Различают повторно-кратковременные показатели величины ПВ: 15%, 25%, 40% и 60%. 
Если продолжительность включения электродвигателя равна одной из четырех стандартных, то двигатель выбирается по каталогу электродвигателей с данной ПВ% в зависимости от требуемой мощности. 
Если ПВ двигателя отличается от стандартной, то требуемую мощность электродвигателя корректируют по формуле:
{\displaystyle P_{TP}=P_{P}{\sqrt {\frac {\Pi \mathrm {B} _{1}}{\Pi \mathrm {B} _{CT}}}},}
где
{\displaystyle P_{TP}} — требуемая мощность электродвигателя;
{\displaystyle P_{P}} — потребляемая мощность электродвигателя;
{\displaystyle \Pi \mathrm {B} _{1}} — фактическая ПВ электродвигателя;
{\displaystyle \Pi \mathrm {B} _{CT}} — ближайшая из стандартных ПВ.